# Bracie, gdzie jesteś?
Bracie, gdzie jesteś? – amerykańska komedia kryminalna w reżyserii Joela Coena z  2000, której akcja dzieje się w czasie wielkiego kryzysu. Scenariusz filmu jest luźno oparty na „Odysei” Homera.

## Obsada
- George Clooney – Ulysses Everett McGill
- John Turturro – Pete
- Tim Blake Nelson – Delmar O’Donnel
- Charles Durning – gubernator Pappy O’Daniel
- John Goodman – Big Dan Teague
- Michael Badalucco – George „Babyface” Nelson
- Holly Hunter – Penny
- Chris Thomas King – Tommy Johnson
- Daniel von Bargen – szeryf Cooley
- Ray McKinnon – Vernon T. Waldrip
- Wayne Duvall – Homer Stokes
- Del Pentecost – Junior O’Daniel
- Frank Collison – Wash Hogwallop
- Musetta Vander – syrena
- Christy Taylor – syrena
- Mia Tate – syrena

## Fabuła
Akcja rozgrywa się w Missisipi pod koniec lat 30. XX w. Skazany za praktykę adwokacką bez licencji wygadany cwaniak nakłania swoich dwóch znacznie mniej bystrych kompanów do ucieczki z więzienia. Mami ich perspektywą odzyskania na wolności drogocennego skarbu, choć rzeczywistym motywem jego ucieczki jest pragnienie odszukania byłej żony i pojednania się z nią. Cała trójka przemierza południowe stany, spotykając po drodze zastępy cudacznych typów i bez przerwy wikłając się w przedziwne sytuacje.

## Odniesienia doOdysei
- Everett Ulysses McGill – Odyseusz (w wersji rzymskiej – Ulisses)
- Penny, żona Everetta – Penelopa, żona Odyseusza
- gubernator Menelaus „Pappy” O’Daniel – Menelaos, król Sparty
- ślepy prorok na drezynie – Tejrezjasz
- Daniel „Big Dan” Teague – cyklop Polifem
- ludzie chrzczeni w rzece – Lotofagowie
- wróżba zapowiadająca wiele krętych dróg oraz odnalezienie „skarbu"
- towarzysze McGilla: Pit i Delmar – załoga Odyseusza
- praczki nad rzeką uwodzące swoim śpiewem – syreny
- „przemiana” w żabę – zmiana towarzyszy Odyseusza w świnie
- bezowocna próba wydłubania oka Big Danna sztandarem – okaleczenie Polifema przez Odyseusza
- Ku Klux Klan – Lajstrygonowie oraz Kikonowie
- narzeczony Penny – zalotnicy Penelopy
- przebranie za starców (koncert w kościele) – Odyseusz zamieniony w starca przez Atenę
- zabicie krów – zabicie trzody Heliosa
- policjant z psem prześladujący McGilla – Posejdon prześladujący Odyseusza
- Wash Hogwallop – Eol, który pomógł Odyseuszowi, ale podczas drugiej wizyty wypędził go
- kradzież kury, ciasta i samochodu – ograbienie Kikonów
- dzieci McGilla – syn Odyseusza, Telemach
- uznanie Ulyssesa za zmarłego – uznanie Odyseusza za zmarłego
- modlitwa do Boga i zesłanie przez niego powodzi – prośby Odyseusza o wsparcie (ingerencje bogów)
- uciekinierzy dryfujący na belkach
- George Babyface Nelson – żądny sławy Achilles z „achillesową piętą”

## Nagrody
Amerykańska Akademia Sztuki i Wiedzy Filmowej – Oscar
- nominacja: Najlepszy scenariusz adaptowany – Joel Coen & Ethan Coen
- nominacja: Najlepsze zdjęcia – Roger Deakins

Hollywoodzkie Stowarzyszenie Prasy Zagranicznej – Złote Globy
- Najlepszy aktor w komedii lub musicalu – George Clooney
- nominacja: Najlepsza komedia lub musical

Brytyjska Akademia Sztuk Filmowych i Telewizyjnych – BAFTA
- nominacja: Najlepszy scenariusz oryginalny – Joel Coen & Ethan Coen
- nominacja: Najlepsze zdjęcia – Roger Deakins
- nominacja: Najlepsza scenografia – Dennis Gassner
- nominacja: Najlepsze kostiumy – Monica Howe
- nominacja: Nagroda im. Anthony’ego Asquitha za najlepszą muzykę filmową – Carter Burwell & T Bone Burnett

Międzynarodowy Festiwal Filmowy w Cannes – Złota Palma
- nominacja: Udział w konkursie głównym